# Villaperuccio
Villaperuccio (en sardo: Sa Baronìa) es un municipio de Italia de 1.117 habitantes en la provincia de Cerdeña del Sur, región de Cerdeña.

## Lugares de interés
- Iglesia de la Beata Vergine del Rosario.
- Necrópolis prehistórica de Montessu.

## Evolución demográfica
| Gráfica de evolución demográfica de Villaperuccio entre 1861 y 2001 |
|                                                                     |
| Fuente ISTAT - Elaboración gráfica de Wikipedia                     |